# ناصر العزاز
ناصر العزاز مؤلف وممثل سعودي .

## عن حياته
بدأ حياته كممثل من خلال سهرة حمود ومحيمد ذلك في عام 1987 ومن ثم مؤلف ومن أبرز من ما ألف طاش ما طاش في عدة أجزاء وغشمشم في عدة أجزاء وسلفي وكلنا عيال قرية.

## أعماله

### تمثيل
- حمود و محيميد1987 - سهرة تليفزيونية
- مسلسل بداية نهاية 1990-(عبد الرحمن)
- الدكاترة سعد 1992 -سهرة تلفزيونية (حسين)
- مسلسل آخرالعنقود 1993 -(يوسف)
- خمسة في انتداب 1993 - سهرة تلفزيونية
- مسلسل أمثال ولكن 1995 - ضيف الحلقات

### تأليف
- سيلفي 2016 - مسلسل(مؤلف)
- سيلفي 2015 - مسلسل(مؤلف)
- ديلفري 2014 - مسلسل
- هشتقة 2012 - مسلسل
- غشمشم5 2010 - مسلسل(مؤلف)
- طاش ما طاش17 2010 - مسلسل(مؤلف)
- غشمشم ج4 2009 - مسلسل(مؤلف)
- طاش ما طاش 16 2009 - مسلسل(قصة وسيناريو وحوار)
- غشمشم ج3 2008 - مسلسل(مؤلف)
- كلنا عيال قرية 2008 - مسلسل(مؤلف)
- طاش ما طاش 15 2007 - مسلسل(قصة وسيناريو وحوار)
- العاصوف - مسلسل (سيناريو وحوار)